# Pougny (Nièvre)
Pour les articles homonymes, voir Pougny.
Pougny est une commune française, située dans le département de la Nièvre en région Bourgogne-Franche-Comté.

## Géographie

### Lieux-dits et écarts
Outre le bourg, Pougny regroupe quelques hameaux et habitations isolés : Brétignelles, Chambre, Meung, Montbenoît, Villaines et Villargeau.

### Climat
Pour des articles plus généraux, voir Climat de la Bourgogne-Franche-Comté et Climat de la Nièvre.
En 2010, le climat de la commune est de type climat océanique dégradé des plaines du Centre et du Nord, selon une étude du Centre national de la recherche scientifique s'appuyant sur une série de données couvrant la période 1971-2000. En 2020, Météo-France publie une typologie des climats de la France métropolitaine dans laquelle la commune est exposée à un climat océanique altéré et est dans la région climatique  Centre et contreforts nord du Massif Central, caractérisée par un air sec en été et un bon ensoleillement. 
Pour la période 1971-2000, la température annuelle moyenne est de 11,1 °C, avec une amplitude thermique annuelle de 15,9 °C. Le cumul annuel moyen de précipitations est de 773 mm, avec 11,4 jours de précipitations en janvier et 7,7 jours en juillet. Pour la période 1991-2020, la température moyenne annuelle observée sur la station météorologique de Météo-France la plus proche, « Léré », sur la commune de Léré à 14 km à vol d'oiseau, est de 11,6 °C et le cumul annuel moyen de précipitations est de 710,5 mm. 
La température maximale relevée sur cette station est de 41,9 °C, atteinte le 25 juillet 2019 ; la température minimale est de −13,3 °C, atteinte le 9 février 2012,,. 
Les paramètres climatiques de la commune ont été estimés pour le milieu du siècle (2041-2070) selon différents scénarios d'émission de gaz à effet de serre à partir des nouvelles projections climatiques de référence DRIAS-2020. Ils sont consultables sur un site dédié publié par Météo-France en novembre 2022.

## Urbanisme

### Typologie
Au 1er janvier 2024, Pougny est catégorisée commune rurale à habitat très dispersé, selon la nouvelle grille communale de densité à sept niveaux définie par l'Insee en 2022.
Elle est située hors unité urbaine. Par ailleurs la commune fait partie de l'aire d'attraction de Cosne-Cours-sur-Loire, dont elle est une commune de la couronne,. Cette aire, qui regroupe 30 communes, est catégorisée dans les aires de moins de 50 000 habitants,.

### Occupation des sols
L'occupation des sols de la commune, telle qu'elle ressort de la base de données européenne d’occupation biophysique des sols Corine Land Cover (CLC), est marquée par l'importance des territoires agricoles (98,6 % en 2018), une proportion identique à celle de 1990 (98,6 %). La répartition détaillée en 2018 est la suivante : terres arables (92,1 %), zones agricoles hétérogènes (5,5 %), forêts (1,4 %), prairies (1 %). L'évolution de l’occupation des sols de la commune et de ses infrastructures peut être observée sur les différentes représentations cartographiques du territoire : la carte de Cassini (XVIIIe siècle), la carte d'état-major (1820-1866) et les cartes ou photos aériennes de l'IGN pour la période actuelle (1950 à aujourd'hui).

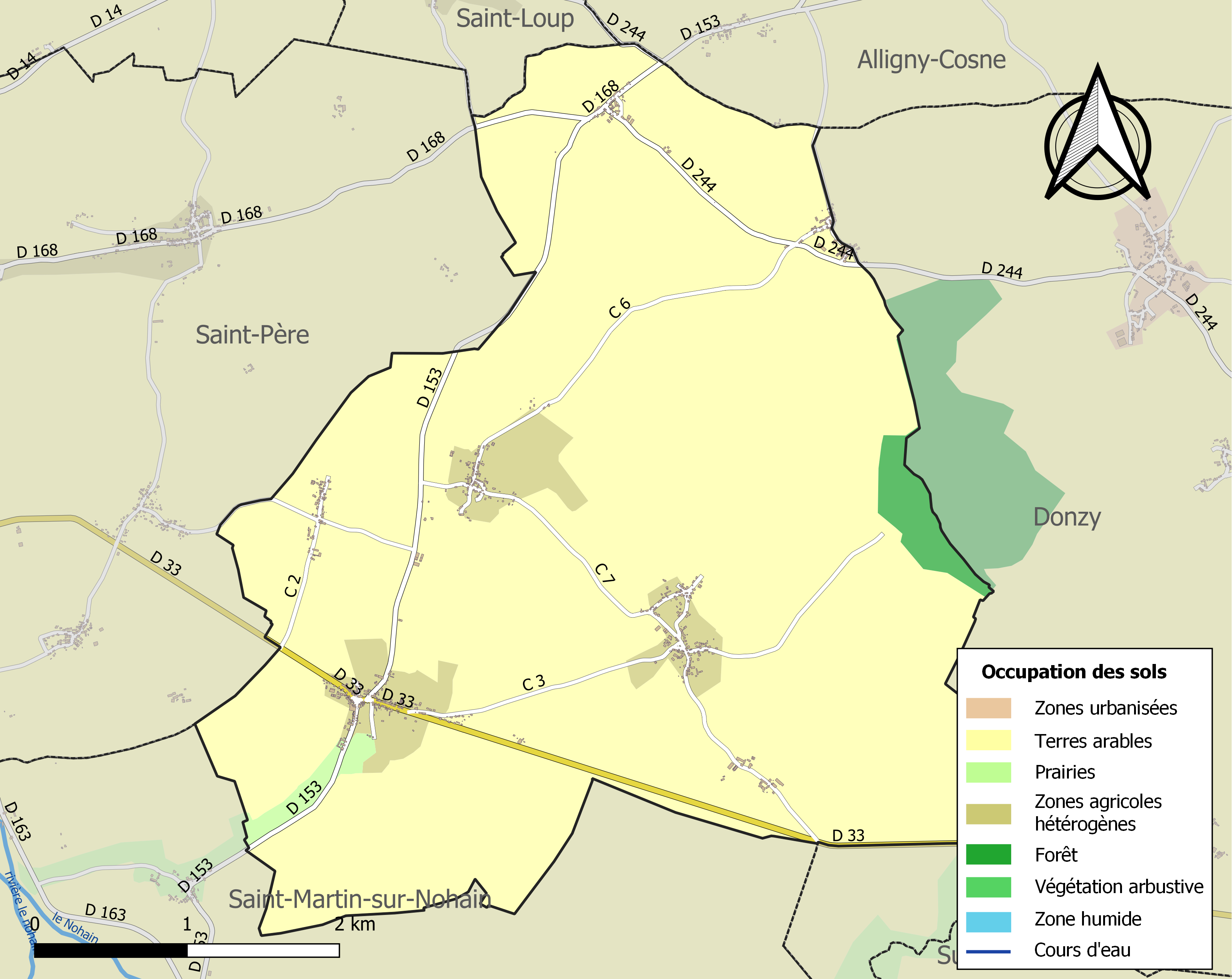
Carte des infrastructures et de l'occupation des sols de la commune en 2018 (CLC).

## Histoire

### Seigneur
- Hiérosme de La Chasseigne, mort avant 1693[13].

## Politique et administration
| Période                                  | Période  | Identité                | Étiquette | Qualité |
| ---------------------------------------- | -------- | ----------------------- | --------- | ------- |
| 2008                                     | En cours | Thierry BEAUVAIS        |           |         |
| 2001                                     | 2008     | Jean DOUDEAU            |           |         |
| 1983                                     | 2001     | Monique BILLEBAULT      |           |         |
| 1974                                     | 1983     | Georges NÉROT           |           |         |
| 1954                                     | 1974     | Jean PROST              |           |         |
| 1932                                     | 1953     | Xavier LABAUME          |           |         |
| 1925                                     | 1932     | Louis PETITJEAN         |           |         |
| 1912                                     | 1925     | Léon PLANSON            |           |         |
| 1904                                     | 1912     | Jean Baptiste RAGUENEAU |           |         |
| 1894                                     | 1904     | Louis Claude CHATELLIER |           |         |
| 1884                                     | 1894     | Louis Jérôme Noël NÉROT |           |         |
| 1878                                     | 1884     | Pierre MONIN            |           |         |
| 1876                                     | 1878     | Louis NAULT             |           |         |
| 1871                                     | 1876     | Jean DUTARTE            |           |         |
| Les données manquantes sont à compléter. |          |                         |           |         |

## Démographie
L'évolution du nombre d'habitants est connue à travers les recensements de la population effectués dans la commune depuis 1793. Pour les communes de moins de 10 000 habitants, une enquête de recensement portant sur toute la population est réalisée tous les cinq ans, les populations de référence des années intermédiaires étant quant à elles estimées par interpolation ou extrapolation. Pour la commune, le premier recensement exhaustif entrant dans le cadre du nouveau dispositif a été réalisé en 2005.

En 2022, la commune comptait 473 habitants, en évolution de +2,16 % par rapport à 2016 (Nièvre : −3,28 %, France hors Mayotte : +2,11 %).
| 1793 | 1800 | 1806 | 1821  | 1831  | 1836 | 1841 | 1846 | 1851 |
| ---- | ---- | ---- | ----- | ----- | ---- | ---- | ---- | ---- |
| 770  | 906  | 739  | 1 033 | 1 098 | 922  | 902  | 933  | 952  |

| 1856  | 1861 | 1866  | 1872  | 1876  | 1881  | 1886  | 1891  | 1896 |
| ----- | ---- | ----- | ----- | ----- | ----- | ----- | ----- | ---- |
| 1 017 | 998  | 1 025 | 1 078 | 1 089 | 1 032 | 1 032 | 1 021 | 881  |

| 1901 | 1906 | 1911 | 1921 | 1926 | 1931 | 1936 | 1946 | 1954 |
| ---- | ---- | ---- | ---- | ---- | ---- | ---- | ---- | ---- |
| 867  | 873  | 824  | 747  | 722  | 622  | 565  | 537  | 510  |

| 1962 | 1968 | 1975 | 1982 | 1990 | 1999 | 2005 | 2006 | 2010 |
| ---- | ---- | ---- | ---- | ---- | ---- | ---- | ---- | ---- |
| 483  | 438  | 388  | 354  | 402  | 398  | 452  | 449  | 483  |

| 2015 | 2020 | 2022 | - | - | - | - | - | - |
| ---- | ---- | ---- | - | - | - | - | - | - |
| 465  | 469  | 473  | - | - | - | - | - | - |

## Lieux et monuments

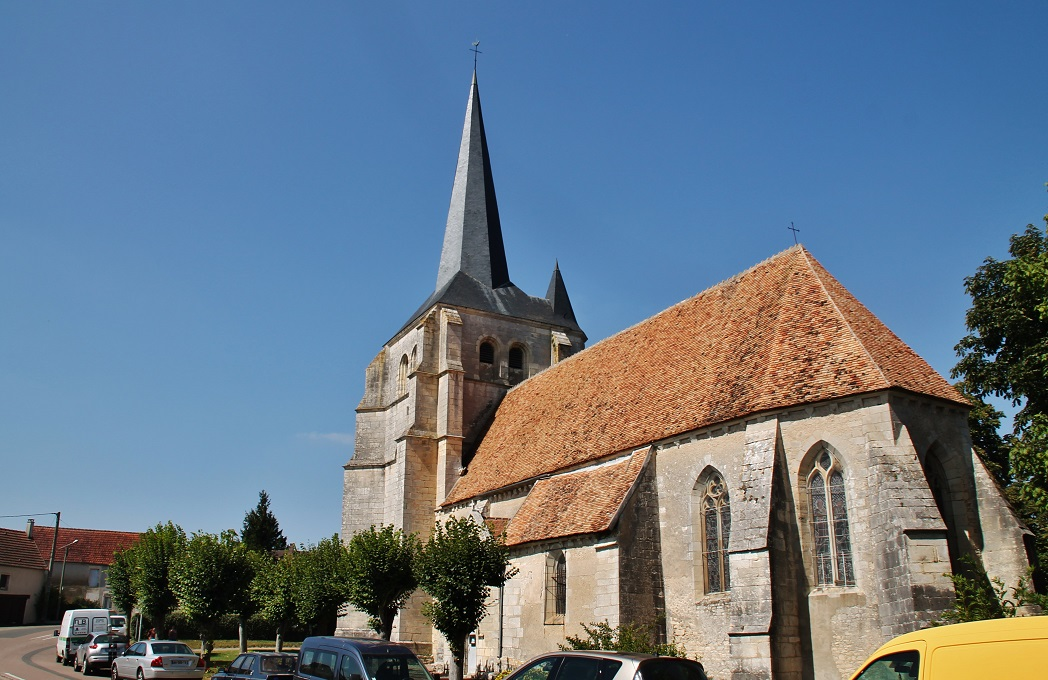
L'église Saint-Vincent de Pougny.

- L'église Saint-Vincent, inscrite à l'inventaire supplémentaire des monuments historiques[18].

## Héraldique
| Blason à dessiner | Blason  | D'argent à deux barres d'azur, chacune chargée de trois étoiles d'or, accompagnée en abîme d'une étoile du même.                            |
| Blason à dessiner | Détails | * Il y a là non-respect de la règle de contrariété des couleurs : ces armes sont fautives. Le statut officiel du blason reste à déterminer. |

## Économie

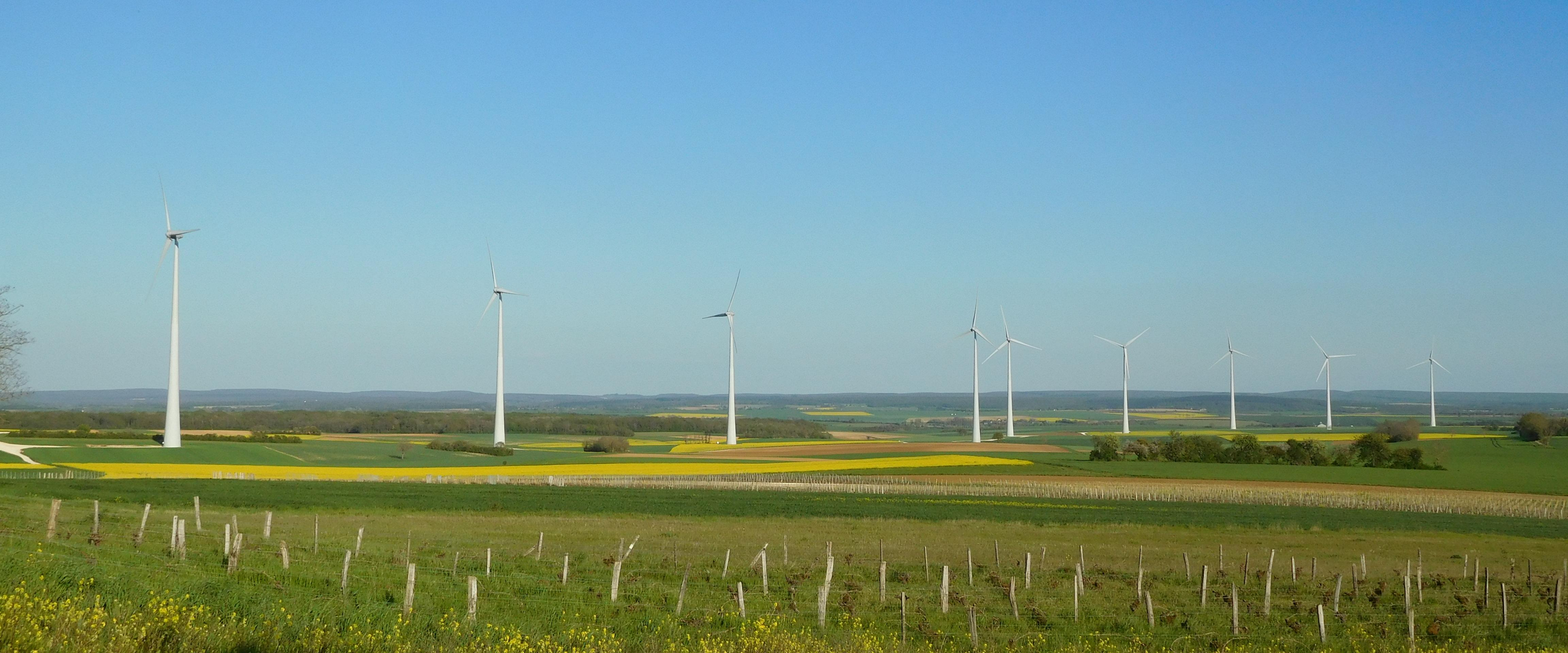
Vue partielle du parc éolien de Pougny.

Le parc éolien de Pougny, débuté en 2017 et finalisé en 2020, possède douze machines ; sa capacité est de 28,2 MW.